# Фокси (персонаж)
Фо́кси (укр. Фоксі) — маскот (официальный талисман) украинской сети магазинов электроники и бытовой техники «Фокстрот».

## История
Лиса Фокси впервые появилась на вывеске первого магазина «Фокстрот» в Харькове в 1994 году. В то время это было простое графическое изображение, выполненное чёрным цветом на белом фоне. В 2011 году сменился фирменный стиль и талисман компании. Фокси приобрела свой фирменный оранжевый цвет. Как отмечает Дмитрий Киришин из Znaj.ua, «лисёнок стал подобием уютно свернувшейся домашней кошки как символа комфортной покупки, уюта и беспечности».
В 2018 году Фокси больше не использовалась в наружной рекламе и других коммуникациях компании из-за ребрендингов остальных сетей магазинов электроники. В 30 магазинах были размещены простые фирменные вывески на оранжевом фоне. В 2019 году анализ «Фокстрот» показал, что у покупателей Фокси в первую очередь ассоциировалась с брендом. По словам директора по маркетингу «Фокстрот» Наталии Ставрати, «в самом звучании имени бренда заложено присутствие нашего персонажа. Поэтому в начале 2019 мы запланировали возвращение „всенародной любимицы“». Осенью компания провела редизайн и вернула свой фирменный талисман, представив новую стилистику и новый логотип.
Компания «Фокстрот» использует свой талисман в цифровых медиа, таких как TikTok. Анимационный ролик «Полный Ценогрыз» с участием Фокси стал вирусным в социальных сетях. В TikTok, по состоянию на февраль 2022 года, он набрал почти 4 млн просмотров. Песня «Полный Ценогрыз» начинается со слов «Была цена кругленькая / Кусь-кусь — и уже маленькая» (укр. «Була ціна кругленька / Кусь-кусь – і вже маленька»). Над созданием анимации работала Moonhauzen Animation Studio. На фоне популярности в июле 2020 года была выпущена часовая версия клипа. После успеха клипа команда «Фокстрот» решила не останавливаться на достигнутом и в октябре 2020 года выпустила клип «Хакнули цены».
Директор по маркетингу «Фокстрот» Наталия Ставрати рассказала, что Фокси изначально была представлена только своим лицом, без туловища, и в таком образе персонаж пробыл почти год. Летом 2020 года Фокси наконец-то обзавелась телом, в таком образе она впервые появилась в клипе «Полный Ценогрыз». В декабре 2020 года персонаж появилась в рекламном ролике, посвящённом Дню святителя Николая, в качестве диджея. В рекламном видеоролике во время акции «Чёрная пятница» лисичка появилась в виде оборотня с 2020 по 2022 года, а в ролике, посвящённому Международному женскому дню, она впервые предстаёт в пяти «луках» — изысканной дамы розовом платье, в образе амбициозной подростка, предпринемательницой, умелой домохозяйки и фитоняшки. Наталия Ставрати отмечает, что «Фокси — самый заметный и эмоциональный элемент трансформации бренда Фокстрот, создающий вокруг себя мощное бренд-комьюнити». Персонаж пользуется бытовой техникой и гаджетами, сидит в Интернете, поёт и танцует шаффл, предлагает своим покупателям две основные товарные линейки — бытовую технику и электронику.
Лето 2021 использовала Happy Paws, Кофемашну и запас кофе Джемини, Цена Чик-чик, посудомоечная машина, новогодний использует новогодний лук, и другие.
В 2021 году компания «Фокстрот» вошла в топ-25 успешных маркетинговых кампаний по версии издания «Деловая столица». В топе отмечается, что важную роль в рекламных коммуникациях сыграла лисичка Фокси, задействованная в «большинстве креативов». Ассоциация ритейлеров Украины включила Фокси в список лучших реклам 2021 года в номинации «Ценогрыз года».
В связи со вторжением России на Украину Лисичка Фокси носит шлем Армии ВСУ.
С 2023 года голос стала обычной с песни Свет за скидкам и с 2024 года использует голос в рекламе 14 февраля.
С ноября 2023 года появились 2 Лисы Фили и Алиса, изначально Полную версию Полный ценогрыз, а потом начиная с Чёрной Пятница 2023 там на экране кино Лис Фили, В Рекламе Миллион вид Фокстрот Фокси, Фили и Алиса вместе со шлемом ВСУ и С 1 апреля Фокси и Фили вместе начинася с рекламой Бескоштовна доставка на Грузовике Фокстрот едет экипаж Фили, а Фокси на лево и Техношопься как в Европе Фили спрятан в холодильнике вместе с подругой Фокси которая она стоит на голове Фили.